# Csillagh Ádám
Csáfordi Csillagh Ádám (1739 – Boldogfa, Zala vármegye, 1797. szeptember 22.), Zala vármegye főadószedője, első alügyésze, földbirtokos.

## Élete
A Zala vármegyei római katolikus nemesi csáfordi Csillagh család sarja. Apja Csillagh (Stern) Ádám, zalaegerszegi postamester, földbirtokos, aki 1739. június 26.-án birtokadományt szerzett III. Károly magyar királytól; anyja Duvalli Katalin (1712–1782). A család hagyománya szerint a Csillagh család Szentgrót várának egy várkapitányától vette eredetét. 1625-ben Csillag Györgyöt a Kanizsa vár ellen épített erődék pénztárnokául nevezték ki, 1630-ban Zala vármegye szolgabírája volt. 
Csillagh Ádám 1773. április 13-tól 1786. június 14-éig a kapornaki járás aladószedője volt. 1786. július 14-e és 1790. április 7-e között Zala vármegye első alügyeszeként, 1786. június 14-e és 1798. június 19-e között Zala vármegye főadószedőjeként szolgált.
Csillagh Ádám anyósa, boldogfai Farkas Ferenc alispánné Rosty Anna, aki az ősrégi előkelő osztopáni Perneszy családnak, a zalalövői Csapody családnak, valamint csébi Pogány családnak leszármazottja volt. Csillagh Ádám és boldogfai Farkas Anna házassága révén jelentős anyai ágon örökölt vagyon jutott a családba, ahogy szerepel ez a tény boldogfai Farkas Ferencné Rosty Anna 1779-ben megírt végrendeletében. Csillagh Ádámné boldogfai Farkas Anna lányának hagyta a ságodi és páli birtokrészeket, a mártonfalvi, szentmártoni régi járt földekkel, minden rétekkel, úgyszintén a teskándi, dobronyi, szenterzsébeti gabonatizeddel, ugyan a dobronyi hegyvám szolgálatokkal, és a baka réttel együtt is.

## Házassága és gyermekei

A boldogfai Farkas család címere.

1766. november 16-án Zalaboldogfán feleségül vette a római katolikus előkelő nemesi boldogfai Farkas családból származó boldogfai Farkas Anna (Boldogfa, 1746. június 9. – Bekeháza, 1804. február 26.) kisasszonyt, akinek a szülei boldogfai Farkas Ferenc (1713-1770), Zala vármegye alispánja, földbirtokos és a tekintélyes nemesi barkóczi Rosty családból való barkóczi Rosty Anna (1722-1784) voltak. A menyasszony apai nagyszülei boldogfai Farkas János (†1724), Zala vármegye helyettes főszolgabírája, földbirtokos és sidi Sidy Dorottya (1693–1775) voltak; az anyai nagyszülei barkóczi Rosty László (fl. 1710-1730), vasi főszolgabíró, földbirtokos és zalalövői Csapody Mária (fl. 1710-1714) voltak. Hitvese révén sógorai boldogfai Farkas András (1740-1782), zalalövői főszolgabíró, földbirtokos, boldogfai Farkas János (1741-1788), Zala vármegye Ítélőszék elnöke, főjegyzője, földbirtokos, boldogfai Farkas Ferenc (1742–1807), veszprémi kanonok, esperes, boldogfai Farkas Lajos (1752–1809) tanár, Kolozsváron rektor, a piarista rend kormánysegédje, valamint tubolyszeghi Tuboly László (1756–1828), főszolgabíró, táblabíró, költő, földbirtokos, szabadkőműves, nyelvújító, akinek a hitvese boldogfai Farkas Erzsébet (1761-1801) volt. Csillagh Ádám és boldogfai Farkas Anna frigyéből született:
- Csillagh Anna (Bekeháza, Zala vármegye, 1767. augusztus 30.–†?)
- Csillagh Ferenc (Bekeháza, 1768. november 8.–Bekeháza, 1788. augusztus 24.), földbirtokos. Nőtlen.
- Csillagh József (Bekeháza, 1770. január 31.–Bekeháza, 1772. március 14.)
- Csillagh László (Bekeháza, 1772. június 19.–†Boldogfa, 1799. december 24.) zalai esküdt, földbirtokos. Felesége: nemes Nunkovics Katalin (Gétye, 1785. december 30.–Gétye, 1845. december 10.)
- Csillagh András (Bekeháza, 1773. november 20.–†?)
- Csillagh Erzsébet (Bekeháza, 1774. november 20.–Bekeháza, 1780. november 8.)
- Csillagh József (Bekeháza, 1777. február –†?)
- Csillagh Anna Katalin (Bekeháza, 1780. augusztus 25.–†Mihályfa, 1808. szeptember 20.). Férje: marosi Nagy Ferenc (Mihályfa, 1775. október 11.–Mihályfa, 1835. május 14.)
- Csillagh Borbála (Bekeháza, 1781. szeptember 22.–Bekeháza, 1788. augusztus 31.)
- Csillagh Katalin (Bekeháza, 1782. október 26.–†?)
- Csillagh Magdolna (Bekeháza, 1784. július 14.–Bekeháza, 1786. július 7.)
- Csillagh András István (Bekeháza, 1785. november 9.–†?)
- Csillagh Lajos (Bekeháza, 1789. július 20. – Bekeháza, 1860. december 14.) Zala vármegye első alispánja az 1848-as szabadságharc alatt, táblabíró, földbirtokos. 1. felesége: iszkázi Árvay Anna (1794. –Bekeháza, 1813. január 17.). 2. felesége: nemes Koppány Borbála (Zalaegerszeg, 1801. január 6.–Zalaegerszeg, 1880. október 23.).